# Halysidota tesselaroides
Halysidota tesselaroides là một loài bướm đêm thuộc phân họ Arctiinae, họ Erebidae.